# وایمانوپنگوئن
وایمانوپنگوئن (نام علمی: Waimanu) نام یک سرده از فراراسته نوپرندگان است.